# Worst (I Assume)
Worst (I Assume) è un singolo della cantante statunitense JoJo, pubblicato il 20 agosto 2021 come primo estratto dal quarto EP dell'artista, Trying Not to Think About It.

## Video musicale
Il video musicale, reso disponibile sul canale YouTube dell'artista in concomitanza con l'uscita del singolo, è stato diretto dall'amico della cantante Alfredo Flores, ed è stato girato in un'unica ripresa.

## Tracce
Download digitale
1. Worst (I Assume) – 3:07